# Tricyclohexylzinnchlorid
Tricyclohexylzinnchlorid ist eine organische Verbindung, die zur Gruppe der Zinnorganischen Verbindungen – konkreter zur Gruppe der Tricyclohexylzinn-Verbindungen – gehört.

## Herstellung
Tricyclohexylzinnchlorid kann durch Umverteilungsreaktion von Tetracyclohexylzinn  und Zinn(IV)-chlorid hergestellt werden, wobei jedoch auch Dicyclohexylzinndichlorid und Zinn(II)-chlorid anfallen.

## Verwendung
Tricyclohexylzinnchlorid wird für die Synthese der Akarizide Azocyclotin und Cyhexatin verwendet.

## Externe Links zu erwähnten Verbindungen
1. ↑  Externe Identifikatoren von bzw. Datenbank-Links zu Tetracyclohexylzinn:  CAS-Nr.: 1449-55-4, EG-Nr.: 215-910-5, ECHA-InfoCard: 100.014.464, GESTIS: 109899, PubChem: 101276865, ChemSpider: 66674, Wikidata: Q72504827.
2. ↑  Externe Identifikatoren von bzw. Datenbank-Links zu Dicyclohexylzinndichlorid:  CAS-Nr.: 3342-69-6, PubChem: 101639681, ChemSpider: 370598, Wikidata: Q83058594.